# 尾崎仙次
尾崎 仙次（おざき せんじ、1948年1月2日 - 2017年4月1日）は、日本の実業家。B-R サーティワン アイスクリーム株式会社代表取締役社長や、同社取締役会長を務めた。

## 人物・経歴
- 1948年1月2日 - 福岡県に生まれる[1]。
- 1966年 - 福岡県立育徳館高等学校卒業[2]。
- 1971年 - 九州大学法学部卒業[1]、キリンビール入社。
- 1981年 - キリンビール米国ロサンゼルス事務所長。
- 1995年 - キリンビバレッジ国際部長。
- 2002年 - キリン・トロピカーナ代表取締役社長。
- 2003年 - B-R サーティワン アイスクリーム執行役員マーケティング部長。
- 2005年 - B-R サーティワン アイスクリーム上席執行役員マーケティング部長。
- 2007年 - B-R サーティワン アイスクリーム取締役副社長に昇格[3]。
- 2008年 - この年からB-R サーティワン アイスクリーム代表取締役社長を務める。店舗数の拡大を進め、2010年には店舗数1000店を達成した[1][4]。
- 2013年 - B-R サーティワン アイスクリーム取締役会長[3]、キョーリン製薬ホールディングス取締役[5]。